# Aegithalos leucogenys
chapim-de-faces-brancas ou chapim-rabilongo-de-faces-brancas (Aegithalos leucogenys) é uma espécie de ave da família Aegithalidae.
Pode ser encontrada nos seguintes países: Afeganistão, Índia e Paquistão.